# Inwersja pericentryczna
Inwersja pericentryczna (inwersja perycentryczna) − rodzaj inwersji chromosomowej obejmującej centromer. W procesie crossing-over chromosom ulega pęknięciu w dwóch miejscach, a powstały swobodny fragment z centromerem ulega przed ponownym wbudowaniem do chromosomu odwróceniu o 180°.
Efektem inwersji perycentrycznej może być przekształcenie chromosomu akrocentrycznego w metacentryczny.
Zapis ISCN dla przykładowej inwersji pericentrycznej chromosomu 2: 46,XX,inv(2)(p12q31)